# La Lomita, Jalisco
La Lomita är en ort i Mexiko.   Den ligger i kommunen Encarnación de Díaz och delstaten Jalisco, i den centrala delen av landet, 400 km nordväst om huvudstaden Mexico City. La Lomita ligger 1 834 meter över havet och antalet invånare är 139.
Terrängen runt La Lomita är en högslätt, och sluttar västerut. Runt La Lomita är det ganska tätbefolkat, med 65 invånare per kvadratkilometer. Närmaste större samhälle är Encarnación de Díaz, 12,2 km nordost om La Lomita. Trakten runt La Lomita består till största delen av jordbruksmark.